# Munqidhidi
I Munqidhidi furono una dinastia araba che regnò nella Siria settentrionale nei secoli XI e XII. Essi si concentrarono originariamente attorno a Shayzar, estendendo il loro dominio su tutti i Monti dei Nusayri fino alle coste del Mar Mediterraneo, dal porto di Laodicea (Siria) a nord al porto di Tartus a sud. La dinastia si estinse nel 1157, quando il terremoto che aveva investito Shayzar provocò la distruzione della cittadella e della famiglia dei Banu Munqidh che ivi risiedeva. Unico superstite al massacro fu il cronista Usama ibn Munqidh, esiliato da Shayzar fin dal 1131.

## Storia
La dinastia dei Banū Munqidh divenne padrona di Shayzar nel 1081, quando Sulṭān ibn ʿAlī ibn al-Muqallad ibn Munqidh al-Kinānī comprò la città al vescovo locale, incaricato della gestione municipale di Shayzar dai tempi della riconquista bizantina operata dal basileus Basilio II Bulgaroctono.
Al tempo della Prima crociata, l'emiro ʿIzz al-Dawla Abū l-Murhaf Naṣr ibn Munqidh, come altri emiri della Siria, non si oppose al transito dei crociati vittoriosi sui Selgiuchidi, anzi fornì loro viveri e cavalli. Dopo il vittorioso Assedio di Gerusalemme (1099), le terre dei Munqidhidi si trovarono però esposte alle razzie promosse dai neonati Stati crociati, in special modo il Principato di Antiochia e la Contea di Tripoli. Parallelamente, la vicinanza di Aleppo costringeva i Banū Munqidh a intrattenere buoni rapporti con il locale rappresentante delle forze selgiuchidi, l'Atabeg.
Alla morte di ʿIzz Abū l-Murhaf ibn Munqidh (1098), il titolo di emiro passò a ʿIzz al-Dīn Abū l-ʿAsākir Sulṭān ibn ʿIzz al-Dawla ibn Munqidh che, privo di eredi maschi, affiancò al potere il fratello Majd al-Dīn Abū Salama Murshid ibn ʿIzz al-Dawla ibn Munqidh.
Nel 1106, i Banū Munqidh sconfissero Guglielmo Giordano di Cerdanya, conte di Tripoli, ma nel 1108 e nel 1110 dovettero pagare tributo al potente signore di Antiochia, Tancredi d'Altavilla. Nel 1111, temendo nuove rappresaglie da Tancredi, alleatosi al re Baldovino I di Gerusalemme, ʿIzz al-Dīn chiese aiuto al Atabeg di Mosul, Mawdud, comandante del corpo di spedizione dei Selgiuchidi del sultano Mehmed I. Le armate dei turchi e dei crociati si scontrarono nella Battaglia di Shayzar, sotto le mura della città siriana: la battaglia si concluse con una vittoria tattica dei Selgiuchidi ma Tancredi, costretto a ritirarsi, fece erigere il castello di Tell ibn Ma'shar per minare il potere dei Munqidhidi sulla regione. Nel 1113, alla morte dell'emiro di Aleppo Ridwan ibn Tutush, ʿIzz al-Dīn venne attaccato dai Nizariti che tentarono di occupare Shayzar. Nel 1119, ʿIzz al-Dīn si unì alla campagna del Atabeg di Aleppo, Ilghazi ibn Artuq, contro le terre antiochee e, nel 1123, fece da mediatore tra turchi e crociati per la libertà del re Baldovino II di Gerusalemme e il conte Joscelin I di Edessa, prigionieri degli Artuqidi. Nel 1127 i Banū Munqidh dovettero riconoscere la sovranità del potente Atabeg di Aleppo, Zengi. Nel 1137 un esercito congiunto di Bizantini e Cavalieri templari, guidato dal basileus Giovanni II Comneno, cinse d'assedio Shayzar (v. Assedio di Shayzar): prima di ritirarsi per evitare il confronto diretto con Zengi, Giovanni II ottenne la sottomissione dei Munqidhidi.

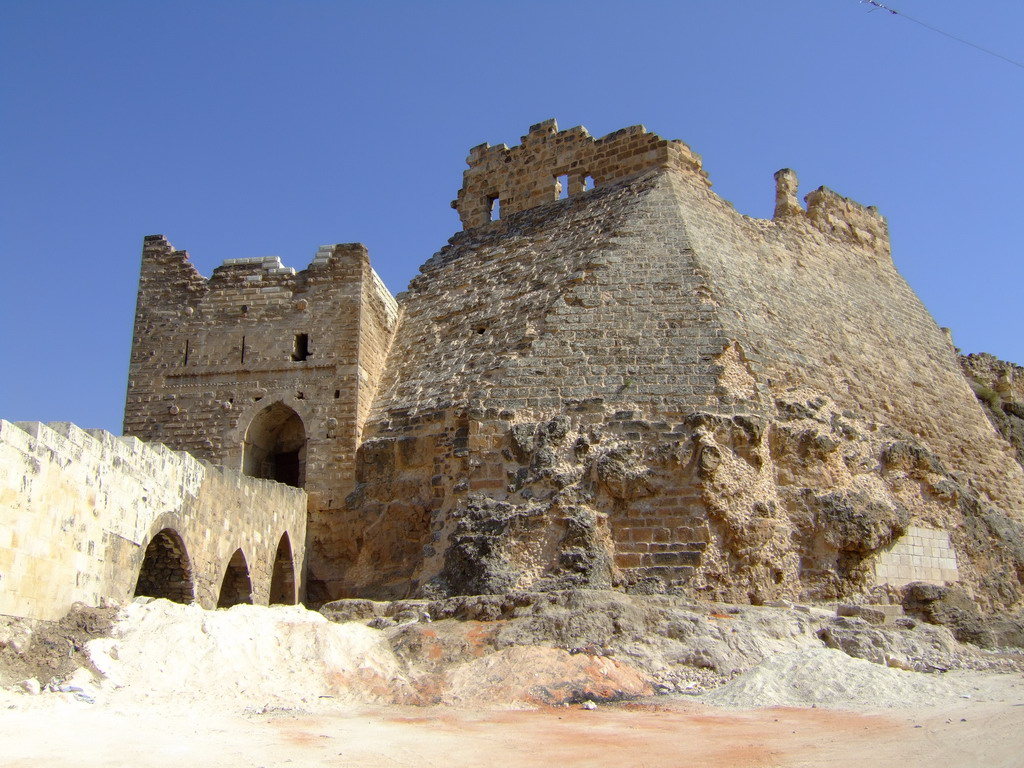
La fortezza di Shayzar.

Nel 1157, la città di Shayzar venne investita da un violento terremoto. La fortezza cittadina collassò e la famiglia dell'emiro restò schiacciata sotto le macerie.
Ultimo membro della dinastia fu Usama ibn Munqidh (1095-1188), spregiudicato politico e fine letterato la cui Kitàb al-i'tibàr è una preziosissima fonte di informazioni sulla storia della Prima crociata e delle lotte dei Selgiuchidi nel Levante. Figlio di Majd al-Dīn, Usāma scampò al massacro provocato dal terremoto perché dal 1131 viveva in esilio, barcamenandosi come cortigiano per i Buridi, gli Zengidi e gli Artuqidi, per un litigio occorso con lo zio ʿIzz al-Dīn.

### Lista dei Munqidhidi emiri di Shayzar
- Sulṭān ibn ʿAlī ibn al-Muqallad ibn Munqidh al-Kinānī (1081)
- 'Izz al-Dawla Shadīd al-Mulk ibn Munqidh (1081-1082)
- 'Izz aL-Dawla Abū l-Murhaf Naṣr ibn Munqidh (1082-1098)
- ʿIzz al-Dīn Abū l-ʿAsākir Sulṭān ibn ʿIzz al-Dawla ibn Munqidh (1098-1154, zio di Usāma)
- Majd al-Dīn Abū Salama Murshid ibn ʿIzz al-Dawla ibn Munqidh (1098-1137; il latino Machedolus, padre del cronista Usama ibn Munqidh, regnò congiuntamente al fratello ʿIzz al-Dīn ibn Munqidh)
- Taj al-Dawla Naṣr al-Dīn Muḥammad ibn Abū l-ʿAsākir ibn Munqidh (1154-1157)

### Fonti antiche
- Niceta Coniata, Grandezza e catastrofe di Bisanzio, Milano, 1994, ISBN 88-04-37948-0.
- Ali Ibn al-Athir, al-Kāmil fī l-tārīkh, ed. C.J. Tornberg, Beirut, 1982.
- Fulcherio di Chartres, A History of the Expedition to Jerusalem 1095–1127, ed. H. Fink, Knoxville, 1969.
- Kamāl al-Dīn, Zubdat al-ḥalab fī taʾrīkh ḤHlab, ed. S. Dahhàn, Damasco, 1954.
- An Arab-Syrian Gentleman and Warrior in the Period of the Crusades; Memoirs of Usamah ibn-Munqidh (Kitāb al iʿtibār), ed. P.K. Hitti, New York, 1929.
- Ibn al-Qalanisi, Dhayl taʾrīkh Dimashq, ed. Amedroz, Leiden, 1908.

### Studi
- Y. Noah Harari, Operazioni speciali al tempo della cavalleria, 1100-1550, Gorizia, 2008, ISBN 978-88-6102-029-0.
- Francesco Gabrieli, Storici arabi delle crociate, Torino, 1987, ISBN 88-06-59856-2.